# Liviu Librescu
Liviu Librescu (hebreu: ליביו ליברסקו, Liviu Librescu) (Ploieştu, Romania, 18 d'agost de 1930 - Blacksburg, Virginia, Estats Units, 16 d'abril de 2007) va ser un científic israelià nord-americà, els camps del qual de recerca principals eren la Aeroelasticitat i l'Aerodinàmica. La seva posició més recent era la de professor de Ciències de l'Enginyeria i Mecànica a l'Institut Politècnic i Universitat Estatal de Virgínia. Va rebre el premi Traian Vuia de l'Acadèmia Romanesa el 1972.
Librescu, de 76 anys, va ser supervivent de l'Holocaust, i víctima de la Massacre de Virginia Tech. Va ser assassinat a trets mentre sostenia la porta, impedint l'entrada de l'assassí Cho Seung-hui a la sala de conferències, perquè els seus estudiants escapessin per les finestres.

## Publicacions destacades[2]
- Librescu, Liviu; Ohseop Song. Thin-walled composite beams: Theory and Application.  Dordrecht, The Netherlands: Springer, 2006. ISBN 978-1-4020-3457-2. OCLC 62363828.
- Cederbaum, G.; Elishakoff, I; Aboudi, J.; Librescu, L. Random Vibrations and Reliability of Composite Structures.  Lancaster-Basel: Technomic Publishing Co, 1992.
- Librescu, Liviu. Elastostatics and Kinetics of Anisotropic and Heterogeneous Shell-Type Structures.  Leyden: Noordhoff International, 1976. ISBN 978-90-286-0035-5. OCLC 2092328.
- Librescu, Liviu. Statica şi dinamica structurilor elastice anizotrope şi eterogene (en romanian).  Bucarest: Editura Academiei Republicii Socialiste România, 1969. OCLC 17866878.